# Rensjön (Anundsjö socken, Ångermanland)
Rensjön är en sjö i Örnsköldsviks kommun i Ångermanland och ingår i Gideälvens huvudavrinningsområde. Sjön är 14,7 meter djup, har en yta på 0,262 kvadratkilometer och befinner sig 305,2 meter över havet.

## Delavrinningsområde
Rensjön ingår i det delavrinningsområde (707484-161993) som SMHI kallar för Utloppet av Rensjön. Medelhöjden är 381 meter över havet och ytan är 9,68 kvadratkilometer. Det finns inga avrinningsområden uppströms utan avrinningsområdet är högsta punkten. Vattendraget som avvattnar avrinningsområdet har biflödesordning 3, vilket innebär att vattnet flödar genom totalt 3 vattendrag innan det når havet efter 82 kilometer. Avrinningsområdet består mestadels av skog (82 procent). Avrinningsområdet har 0,26 kvadratkilometer vattenytor vilket ger det en sjöprocent på 2,7 procent.